# Özgür Yılmaz (cầu thủ bóng đá)
Özgür Yılmaz (sinh ngày 7 tháng 3 năm 1986) là một cầu thủ bóng đá Thổ Nhĩ Kỳ thi đấu ở vị trí hậu vệ cho câu lạc bộ Thổ Nhĩ Kỳ Kardemir Karabükspor ở Süper Lig.

## Sự nghiệp chuyên nghiệp
Bắt đầu sự nghiệp khi là cầu thủ bóng đá nghiệp dư, Özgür nỗ lực để trở thành cầu thủ chủ chốt ở Gaziosmanpaşaspor, và sau đó thành đội trưởng của Giresunspor ở giải hạng hai Thổ Nhĩ Kỳ. Özgür kí hợp đồng chuyên nghiệp đầu tiên với Kardemir Karabükspor ngày 31 tháng 1 năm 2018, thời hạn 1,5 năm. Özgür ra mắt chuyên nghiệp cho Kardemir Karabükspor trong trận thua 3-1 tại Süper Lig trước Yeni Malatyaspor ngày 25 tháng 2 năm 2018, lúc 30 tuổi.